# Домитьен, Элизабет
Элизабет Домитьен (фр. Elisabeth Domitien; 1925 — 26 апреля 2005) — премьер-министр Центральноафриканской Республики со 2 января 1975 по 7 апреля 1976 года, первая в Африке (и четвёртая в мире) женщина — премьер-министр.

## Биография
Родилась в семье мелкого финансиста из племени мбака (соплеменница Ж.-Б. Бокассы). Муж — глава кантона Мобае (ныне Нижнее Котто).
Свою политическую карьеру начала в партии Движение за социальную эволюцию Чёрной Африки (фр. MÉSAN), единственной разрешённой в то время политической организации в ЦАР; в 1972 году стала вице-президентом этой партии. В 1975 году диктатор страны Жан-Бедель Бокасса сформировал новое правительство, учредив пост премьер-министра, на который и была назначена Домитьен.
Отношения Домитьен и Бокассы испортились после того, как последний заявил о намерении провозгласить страну монархией, а себя — императором. Домитьен публично выразила своё несогласие с этими планами, и в результате её правительство было распущено. Тем не менее, после падения режима Бокассы в сентябре 1979 года она была арестована и осуждена за сокрытие во время нахождения на посту премьер-министра преступлений диктатора (главным образом хищений). После недолгого пребывания в тюрьме она была лишена права заниматься политической деятельностью; тем не менее, вплоть до конца жизни оставалась влиятельной фигурой в ЦАР.